# Astichomyiia hansoni
Astichomyiia hansoni är en stekelart som beskrevs av Christer Hansson 2002. Astichomyiia hansoni ingår i släktet Astichomyiia och familjen finglanssteklar.
Artens utbredningsområde är Costa Rica. Inga underarter finns listade.